# Martin Joachim Kümmel
Martin Joachim Kümmel (* 24. Juli 1970 in Tübingen) ist ein deutscher Indogermanist und Hochschullehrer.

## Leben
Martin Joachim Kümmel ist ein Sohn des Altorientalisten Hans Martin Kümmel. Er studierte in Marburg und Freiburg im Breisgau Vergleichende bzw. Indogermanische Sprachwissenschaft, Indologie und Skandinavistik bzw. Nordgermanische Philologie. Mit einer Dissertation zum indoiranischen Verbum wurde er 1999 bei Eva Tichy promoviert. 2005 habilitierte er sich in Freiburg mit einer Arbeit zur diachronen Typologie des Lautwandels. Er war Mitarbeiter am Lexikon  der indogermanischen Verben und danach Assistent und Akademischer Rat in Freiburg. 2011 erhielt er ein Heisenberg-Stipendium der Deutschen Forschungsgemeinschaft. Seit 2013 ist er Lehrstuhlinhaber an der Universität Jena.
2022 wurde Kümmel zum Mitglied der Academia Europaea gewählt.

## Werke
- Martin Kümmel: Stativ und Passivaorist im Indoiranischen. Göttingen: Vandenhoeck & Ruprecht, 1996.
- Das Perfekt im Indoiranischen. Wiesbaden: Reichert, 2000.
- Konsonantenwandel. Wiesbaden: Reichert, 2007.